# Gerd Wollburg
Gerd Eduard Martin Achim Karl Wollburg (* 7. Januar 1924 in Parchim; † 4. März 1990 in Augsburg) war ein deutscher Industriejurist.

## Leben
Gerd Wollburg, Sohn und eins von zwei Kindern des Kaufmanns Gustav Wollburg und dessen Frau Betty, geb. Fleck, verlebte seine Kindheit und Jugend seit 1925 in Neubrandenburg. Er besuchte hier die örtliche Volksschule, dann das humanistische Gymnasium und bestand im März 1942 das Abitur. Nur wenige Wochen nach dem Abitur wurde er im April 1942 zum Heer (Wehrmacht) eingezogen. Seit 1944 Leutnant im (pommerschen) Panzer-Grenadier-Regiment 5, wurde er im Kampf um Ungarn im Oktober 1944 verwundet. Im Mai 1945 geriet er bei Plön/Eutin kurzfristig in britische Kriegsgefangenschaft.
Er studierte seit Wintersemester 1945/46 an der Christian-Albrechts-Universität zu Kiel Rechtswissenschaft und Staatswissenschaft. Als Gründer des Collegium Albertinum wurde er 1950 Corpsstudent bei Palaiomarchia-Masovia. In der Referendarausbildung schrieb er an seiner Dissertation. Er bestand 1949 die Erste juristische Staatsprüfung (Assessorexamen) und wurde 1952 zum Dr. iur. promoviert. Für den Lebensunterhalt sorgte er als Fakultätsassistent bei dem Strafrechtler Horst Schröder und (über Jahre) durch stundenweises Arbeiten bei der späteren Westbank. Nach einer Schnellausbildung bei der Hamburger Kreditbank war er im Kreditgeschäft tätig.
1956 wechselte er in die Industrie, zum Konzern Gutehoffnungshütte. Bei der Ferrostaal in Essen wurde er 1963 ordentliches Vorstandsmitglied für Controlling, Finanzen, Personal und Verwaltung. 1968 wechselte er als Finanzvorstand zur wesentlich größeren Schwesterfirma MAN in Augsburg. Von 1973 bis 1986 war er stellvertretender Vorstandsvorsitzender. Nach der Pensionierung war er über Jahrzehnte im Aufsichtsrat von MAN, Commerzbank, Schweinfurter Kugellagerfabriken (SKF) (1977 Vorsitzender), Bilfinger Berger und Faber & Schleicher (MAN-Roland). Bei ELBEO saß er im Beirat. Bis zu seinem Tode war er als Rechtsanwalt tätig. Die Universität Augsburg ehrte ihn an seinem Geburtstag 1991 mit einer Gerd Wollburg-Gedenkvorlesung. Der Kunsthistoriker Hanno-Walter Kruft sprach über „Die Entdeckung einer Landschaft – Olevano und die Deutschen“.
Seit 1953 war Wollburg mit der Westpreußin Waltraud Randolf verheiratet. Sein Sohn ist der Düsseldorfer Wirtschaftsanwalt Ralph Wollburg.

## Ehrenämter
- Vizepräsident des Verbandes Deutscher Maschinen- und Anlagenbau (VDMA)
- Präsidiumsmitglied des Bundesverbandes der Deutschen Industrie
- Vorsitzender der Gesellschaft der Freunde der Universität Augsburg (1980–1989)[7]
- Ehrensenator der Universität Augsburg (1988)